# Regimentarz
Een Regimentarz (Latijn: Regimentum) was sinds de 16e eeuw een militaire commandant in het Pools-Litouwse Gemenebest van een legergroep of een plaatsvervanger van een Hetman.

## Geschiedenis

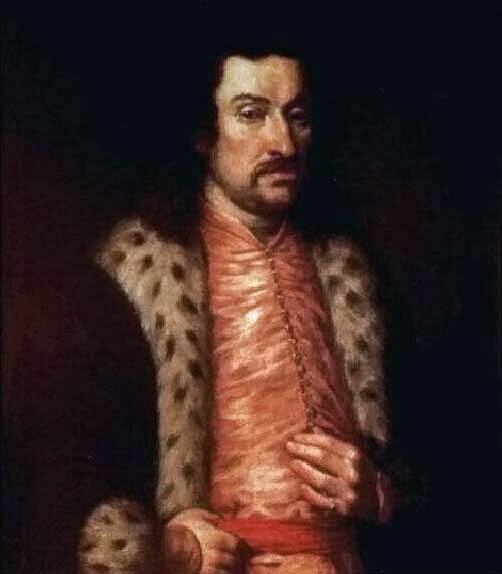
Prins Jeremi Wiśniowiecki was tussen 1648-1649 Regimentarz

In de afwezigheid van Hetman Stanisław Lanckoroński werd Regimentarz Krzysztof Tyszkiewicz Łohojski benoemd tot plaatsvervangende bevelhebber van de Pools-Litouwse strijdkrachten.
Jan Klemens Branicki verloor op 7 mei 1764 zijn Hetmanschap, waarna August Czartoryski tot tijdelijke Regimentarz en zijn plaatsvervanger werd benoemd.
Het Hertogdom Warschau vormde op 20 december 1812, kort na de nederlaag van Napoleon Bonaparte in de Russische veldtocht, een leger op onder leiding van Józef Poniatowski, die aangesteld werd als Regimentarz.
Tijdens de Novemberopstand bestonden er twee officieren met de rang van Regimentarz en hadden elk het bevel over vier palatinates. Zij hadden de macht om alle officieren van de nieuwe strijdkrachten te benoemen. Hun militaire gezag was beperkt gezien het feit dat het voor hun niet mogelijk was om oude officieren van het bestaande leger over te plaatsen.

## Lijst van Regimentarz
- Krzysztof Tyszkiewicz Łohojski[1]
- Józef Poniatowski[3]
- August Czartoryski[2]
- Jeremi Wiśniowiecki